# I Want to Eat Your Pancreas
I Want to Eat Your Pancreas (君の膵臓をたべたい Kimi no Suizō o Tabetai?) este un film anime dramatic din 2018 bazat pe romanul Vreau să-ți mănânc pancreasul de Yoru Sumino. În film, un licean al cărui nume nu a fost pomenit se împrietenește cu colega lui de clasă, Sakura Yamauchi, care are o boală terminală la pancreas.

## Rezumat
Un licean al cărui nume nu a fost pomenit găsește o carte în sala de așteptare a unui spital. Acesta descoperă că este de fapt jurnalul colegei lui populare Sakura Yamauchi, care are o boală terminală la pancreas. În ciuda acestui fapt, Sakura intenționează să mențină o viață normală de elev și, astfel, este atrasă de el datorită reacției sale relativ neclintite la starea ei. Încep să petreacă timp împreună și să devină prieteni.
Pe durata vacanței, Sakura îl invită într-o călătorie cu trenul la Fukuoka, unde se joacă adevăr sau provocare și eventual împart același pat al camerei de hotel. După aceea, prietenii lui Sakura și colegii lor devin suspicioși și geloși de apropierea lor. Cei doi încep să completeze lista cu ultimele dorințe ale lui Sakura până când este spitalizată pe neașteptate. În timpul spitalizării, aceștia se furișează afară să vadă artificiile împreună. Când este externată, Sakura îl invită să ia masa împreună, dar ea nu reușește să ajungă. Mai târziu în acea noapte, descoperă de la știri că Sakura a fost înjunghiată și a murit. El este prăbușit emoțional și nu participă la înmormântarea ei.
Câteva zile mai târziu, o vizitează pe mama lui Sakura și îi cere jurnalul. Mama ei îl recunoaște și îi spune că Sakura i-a lăsat un mesaj în jurnal. Mesajul îi spune să păstreze jurnalul și să-i ofere lui Kyoko, cea mai bună prietenă a ei, să citească jurnalul, deoarece nu știa de boala lui Sakura. La scurt timp după ce a citit mesajul, izbucnește imediat în lacrimi pentru că nu a simțit niciodată atât de multă durere pentru o persoană înainte. Înainte să plece, mama lui Sakura descoperă că numele lui este Haruki Shiga (copaci de primăvară), un nume care se potrivește cu cel al lui Sakura (Flori de cireș). Haruki se întâlnește cu Kyoko, care nu poate accepta că Sakura a mințit-o și fuge după ce termină de citit jurnalul. Haruki fuge după ea și îi cere să fie prieteni. Într-o scenă după generic, Haruki și Kyoko, care acum sunt prieteni, vizitează mormântul lui Sakura după un an.

## Voci
| Character           | Japoneză            | Engleză            |
| ------------------- | ------------------- | ------------------ |
| "Eu" / Haruki Shiga | Mahiro Takasugi⁠(d)  | Robbie Daymond⁠(d)  |
| Sakura Yamauchi     | Lynn⁠(d)             | Erika Harlacher⁠(d) |
| Kyoko               | Yukiyo Fujii⁠(d)     | Kira Buckland⁠(d)   |
| Takahiro            | Yuma Uchida⁠(d)      | Kyle McCarley⁠(d)   |
| Issei Miyata        | Jun Fukushima⁠(d)    | Khoi Dao⁠(d)        |
| Mama lui „Eu”       | Atsuko Tanaka⁠(d)    | Minae Noji⁠(d)      |
| Tatăl lui „Eu”      | Shin-ichiro Miki⁠(d) | Patrick Seitz⁠(d)   |
| Mama lui Sakura     | Emi Wakui⁠(d)        | Dorah Fine         |